# Kiváltság

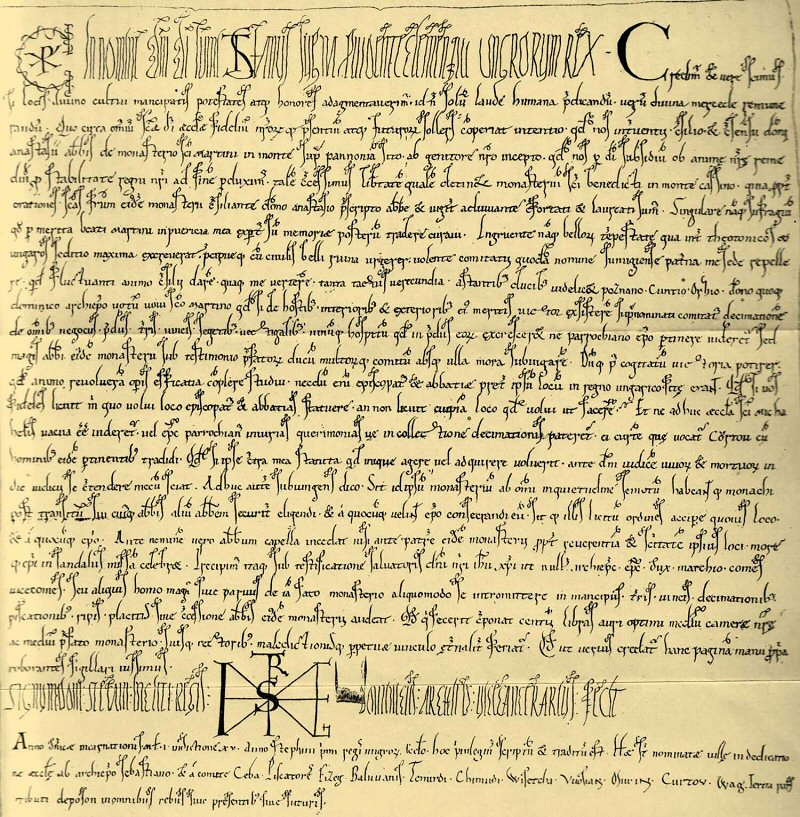
A pannonhalmi kiváltságlevél

A kiváltság (privilégium) a szónak tágabb értelmében minden kivételes jog (jus singulare), minden eltérés a rendes vagy közönséges jogtól (jus generale, commune). A kivételes jog lehet kedvező (favorabile) vagy hátrányos (odiosum) aszerint, hogy az érintett jogait a közönséges joggal szemben kitágítja vagy megszorítja. A kedvező kiváltságot, ha mindenkire kiterjed, aki a törvény által feltételezett állapotban van, jogkedvezménynek nevezik.
Szorosabb értelemben kiváltságon csak azt a kivételes jogot értjük, mely bizonyos meghatározott személy, dolog vagy követelés javára vagy kárára (ez utóbbi esetben ún. privilegium odiosum) kivételt tesz a közönséges jog alól.
A személyre szóló kiváltság privilegium personae; a dologra vagy követelésre szóló kiváltság privilegium rei. A kiváltság lehet igenleges (privilegium affirmativum) azaz bizonyos, másokat nem illető előjog, vagy nemleges (privilegium negativum vagy immunitás), azaz  a nem kiváltságos állampolgárokat terhelő valamely kötelesség alóli mentesség; adható továbbá ingyen (privilegium gratuitum) vagy bizonyos ellenszolgáltatás mellett (privilégium oncrosum). A jogkedvezmények a tárgyilagos jognak, a szorosabb értelemben vett kiváltságok viszont csak alanyjogoknak képezik forrását.
Az egyik leghíresebb magyarországi kiváltság a fehérvári jog.